# 大垣信良
大垣信良（おおがき のぶよし 、1954年7月11日 – ）は、日本のテレビディレクター、プロデューサー、演出家。

## 略歴
1954年、神奈川県横浜市生まれ。1978年、早稲田大学政治経済学部を卒業して、日本テレビ放送網に入社した。同期には桜田和之がいる。1996年、日本テレビ放送網を退社。現在は株式会社えすと取締役を務める。

## テレビ番組
- カックラキン大放送!!
- ハイ!こちら音楽部
- アイドル花組おとこ組
- オシャレ30・30
  - 番組セットとしてジュークボックスワーリッツァーモデル1015が置かれていたが、大垣は「しゃれたクラブの雰囲気を出すために置いてあるんです」と説明した[2]。
- 禁断!ハダカの王様
- 徳光&史朗の暴走おやじアナ
- 路線バスで寄り道の旅

### 「ルックルックこんにちは」
自身がプロデュースした番組「ルックルックこんにちは」で大垣は芸能リポーターを活用していたが、それは「取材と、それを伝えることは別の能力。臨場感を出すためにもリポーターは欠かせない」からであったという。
1995年、「ルックルックこんにちは」にオウム真理教関係者を生出演させたところ、当時オウム真理教は警察から捜査を受けていたために批判を受けることになった。大垣は「テレビの速報性からも適当」だと反論し、「この人が出るなら出演しない、というのを説得して出てもらった」こともあったという。また、生出演を希望するオウム側が生放送中に他の宗教団体を攻撃したために、番組内で即座に訂正しなければならないこともあったという。謝礼については、同席したコメンテーターには出すが、オウム関係者には検討中だとした。オウム事件のせいで芸能ニュースの取り扱いが減った事に関しては「ワイドショーは、世の中の動きに左右されて形が変わる。今年は事件が多い分、芸能がメーンにならないだけ」と一過性のものだという見方を示した。